# Italo Montemezzi

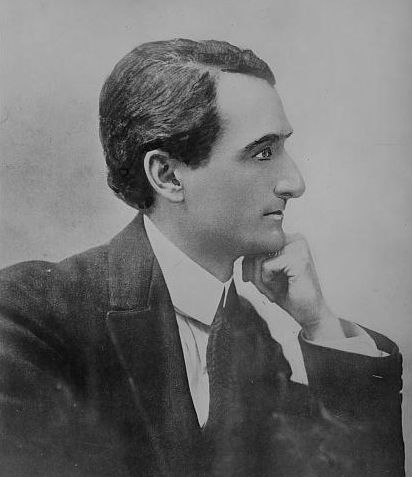
Italo Montemezzi

Italo Montemezzi (Vigasio, cerca de Verona, 4 de agosto de 1875 - 15 de mayo de 1952) fue un compositor italiano, recordado por la ópera L'amore dei tre re (El amor de los tres reyes), que durante un tiempo fue parte del repertorio estándar.

## Biografía
Montemezzi nació en Vigasio, cerca de Verona. Estudió música en el Conservatorio de Milán y posteriormente enseñó armonía allí durante un año.
Su ópera L’amore dei tre re, escrita en 1913, lanzó su carrera y le permitió dedicarse a la composición. Su ópera La nave tuvo su estreno mundial en Milán en el año 1918. En 1919 visitó los Estados Unidos, para asistir al estreno americano de La nave en la Chicago Opera Association el 18 de noviembre. Vivió en el Sur de California desde 1939 y conmemoró la rendición de Italia con Italia mia (1944), pero más tarde hizo frecuentes viajes a Italia y regresó definitivamente en 1949.
Otras obras no operísticas incluyen el poema sinfónico Paolo e Virginia (según Paul et Virginie, la obra de de Saint-Pierre de 1787) y la cantata Cantar de los Cantares (según el libro bíblico, el Cantar de los Cantares).
Como compositor, Montemezzi fue admirado por combinar el lirismo tradicional italiano con una aproximación wagneriana al uso de la orquesta en la ópera, con un color instrumental influido por las obras de Claude Debussy.

## Óperas
- Bianca 1901 (nunca representada);
- Giovanni Gallurese (Turín, 1905);
- Hellera (Turín, 1909);
- San Pantaleone (Milán, 1910);
- L'amore dei tre re (Milán, 1913; Nueva York, 1914);
- La nave (Milán, 1918);[3]
- La notte di Zoraima 1931;[4]
- L'incantesimo 1943;
- La Principessa Lontana (incompleta);